# Khabar Agency
La Khabar Agency (KA) (in kazako "Хабар" Агенттігі?; in russo Агентство «Хабар»?), è la società concessionaria in esclusiva del servizio pubblico radiotelevisivo in Kazakistan.

## Storia
Fondata nel 1995, originariamente era conosciuta come National Television News Agency. Attualmente è una delle più grandi reti del paese e trasmette quotidianamente in russo e kazako. Inoltre, Khabar gestisce il canale satellitare Kazakh TV, che è potenzialmente disponibile in Europa e Asia. Il canale è dotato di una programmazione in russo, kazako ed inglese.
Il quartier generale di Khabar si trova nella Piazza della Repubblica ad Almaty, appena ad est del Monumento all'Indipendenza e di fronte al Palazzo Presidenziale dello Stato.
La Khabar inoltre ospita annualmente il Eurasian Media Forum, che tenta di riunire giornalisti e personalità politiche per "facilitare lo sviluppo professionale dei media eurasiatici e promuovere la comprensione pubblica internazionale delle questioni eurasiatiche".
A partire dal 1º gennaio 2016 Khabar Agency diventa membro associato dell'UER, permettendo al Kazakistan di debuttare al Junior Eurovision Song Contest 2018.

## Proprietà
La proprietà della Khabar non mai stata del tutto chiartita. Darıga Nazarbaeva, figlia dell'ex presidente Nursultan Nazarbaev, fondò e controllò la compagnia. Si è ufficialmente dimessa come presidente della società durante la sua candidatura al parlamento nel 2004. Tuttavia, ha sempre mantenuto stretti legami con l'emittente e ha continuato ad organizzare l'Eurasian Media Forum. Suo marito, Rahat Álıev, ha confermato che la coppia detiene ancora partecipazioni nella Khabar, insieme a molti altri media kazaki. Tuttavia, ha rapidamente negato la proprietà diretta e ha querelato coloro che affermavano il contrario.
Nell'aprile 2006, il ministro dell'Informazione e della Cultura del Kazakistan Ermuhamet Ertisbaev ha annunciato l'intenzione di ottenere "il controllo del cento per cento della Khabar società per azioni". Ciò è avvenuto dopo l'appello del governo generale ad un maggiore controllo dei media, causato dai disordini in seguito all'assassinio del leader dell'opposizione politica Altynbek Sársenbaev.
Il 5 maggio 2006 Máulen Áshimbaev, vice capo dell'amministrazione presidenziale, è stato nominato nuovo presidente della società. A partire dal 2006 lo stato possiede il 50% più una quota della Khabar.

## Allineamento politico
In quanto uno dei principali media in Kazakistan, Khabar è spesso sotto osservazione per il suo ruolo nelle elezioni nazionali. L'agenzia è spesso criticata per aver coperto principalmente durante la loro copertura televisiva vari partiti filo-presidenziali, come l'Otan (oggi Amanat) e l'Asar, il partito gestito da Darıga Nazarbaeva, attivo dal 2003 fino al 2008. Durante le elezioni parlamentari del 2004, ad esempio, metà di tutta la copertura elettorale gestita dall'emittente è stata dedicata al partito Asar.

## Canali

### Televisione
I quattro canali televisivi gestiti dall'emittente sono:
- Khabar TV : Ha iniziato le trasmissioni di prova nel 1994 e le trasmissioni regolari a partire dal 1995. Trasmette notiziari, programmi di attualità e culturali.
- Khabar 24: Canale di notizie, ha iniziato nel 2014 e ha rilevato le frequenze del canale El Arna dopo la sua chiusura.
- Kazakh TV: Canale dedicato alle trasmissioni satellitari lanciato nel 2002.
- El Arna: Fondato originariamente nel 2000 come Khabar 2, è stato rilanciato più volte e cambiato nome in El Arna nel 2002. A causa dei tagli di budget imposti all'emittente, il canale è stato chiuso nel 2014, ma è stato rilanciato nel marzo 2017 come canale via cavo e satellitare. Il canale trasmette principalmente film locali, serie TV, documentari e cortometraggi.

### Radio
L'emittente gestisce un solo canale radio, mentre gli altri sono gestiti dalla Qazaqstan Radio and Television Corporation:
- Khabar Radio: dedicata all'informazione generalista che trasmette in lingua kazaka e russa.